# Sava (Estland)
Sava (vroeger ook wel Savaküla genoemd) is een plaats in de Estlandse gemeente Luunja, provincie Tartumaa. De plaats heeft de status van dorp (Estisch: küla) en telt 58 inwoners (2021).
De plaats ligt ongeveer 2 km ten noorden van de rivier Emajõgi.

## Geschiedenis
Sava is vermoedelijk vernoemd naar de 17e-eeuwse eigenaar van een boerderij in de buurt. In de 18e eeuw vormde Sava één dorp met het zuidwestelijk van Sava gelegen dorp Sääsekõrva. In elk geval in 1839 was het een zelfstandig dorp onder de naam Säwaküll.